# AirPower

Logo

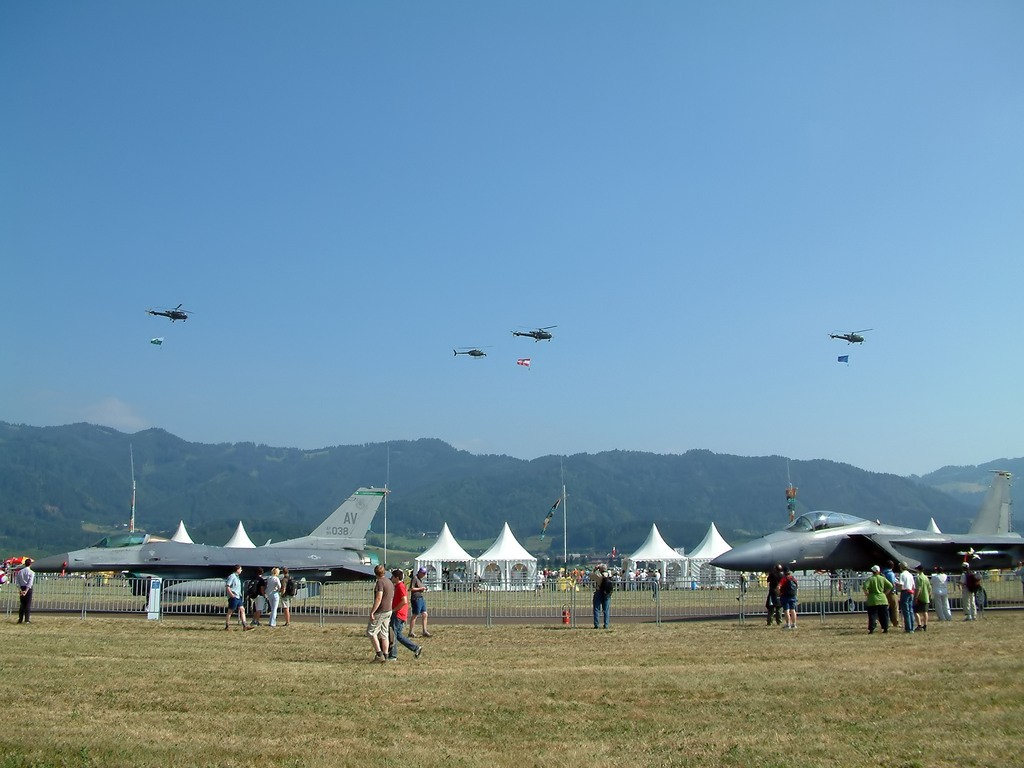
Eröffnungsparade: Hubschrauber des Bundesheeres, 24. Juni 2005

AirPower ist der Name einer Flugschau des Österreichischen Bundesheeres, der Red Bull GmbH und des Landes Steiermark, die alle zwei Jahre am Fliegerhorst Hinterstoisser in Zeltweg bei freiem Eintritt stattfindet. Die erste derartige Veranstaltung fand am 20. und 21. Juni 1997, damals noch unter dem Namen Internationaler Flugtag, am Zeltweger Militärflugplatz statt.
Seit dem Jahr 2000 trägt die Flugschau den Namen AirPower und wurde von 2003 bis 2013 im Zweijahres-Rhythmus durchgeführt, entfiel jedoch im Jahr 2007 wegen Umbauarbeiten am Fliegerhorst aufgrund der Einführung der Eurofighter. Die AirPower ist die größte Flugshow in Europa.
Im Juni 2014 wurde die Veranstaltung für 2015 vom Büro des Verteidigungsministers Gerald Klug (SPÖ) wegen der angespannten Budgetsituation abgesagt. Am 19. Oktober 2015 präsentierte Verteidigungsminister Klug bei einer Pressekonferenz am Fliegerhorst Hinterstoisser das Konzept der Airpower 2016, die am 2. und 3. September 2016 in Zeltweg stattfand.
Die Airpower 2019 fand am 6. und 7. September statt.

## AirPower03
Die AirPower03 fand am 27. und 28. Juni 2003 statt. Unter den etwa 250.000 Besuchern befanden sich auch viele ausländische Gäste, die zum ersten Mal in die Region und in die Steiermark gekommen waren. Das 20-stündige Flugprogramm wurde von Piloten aus 19 Nationen absolviert und bestand unter anderem aus einer Leistungsschau des Österreichischen Bundesheeres sowie der Weltpremiere des Red Bull Air Race.

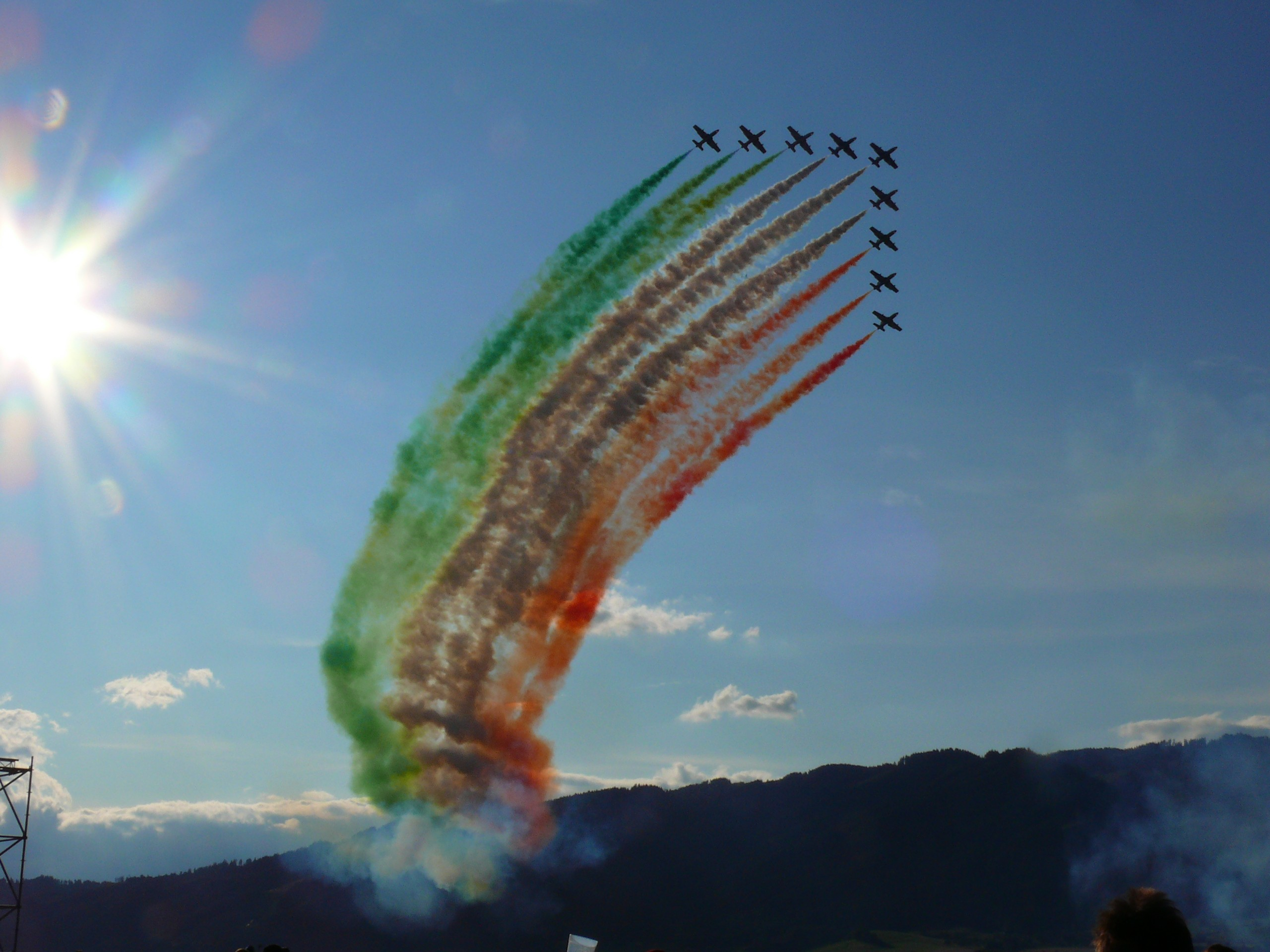
Die italienische Kunstflugstaffel Frecce Tricolori 2011

Es wurden Flugzeuge aus hundert Jahren Fluggeschichte präsentiert, unter anderem die Fokker Dr.I, die F4U „Corsair“, die F-16 „Falcon“, der Transporthubschrauber UH-60 „Black Hawk“ oder der Eurofighter Typhoon. Eine seltene Besonderheit stellte das Zusammentreffen der sechs besten Kunstflugstaffeln der Welt dar: Frecce Tricolori aus Italien, Patrouille de France, Patrouille Suisse, Turkish Stars, die britischen Red Arrows sowie die spanische Patrulla Águila.

### Unfall
Während eines Kappenrelativsprungs – ein Springer stellt sich während des Sprungs auf den geöffneten Fallschirm eines anderen – wurde ein 31-jähriger Springer des Red Bull Demo Teams schwer verletzt, nachdem er sich in den Leinen seines Schirms verfing und auch der Notfallschirm nur zur Hälfte öffnete.

## AirPower05

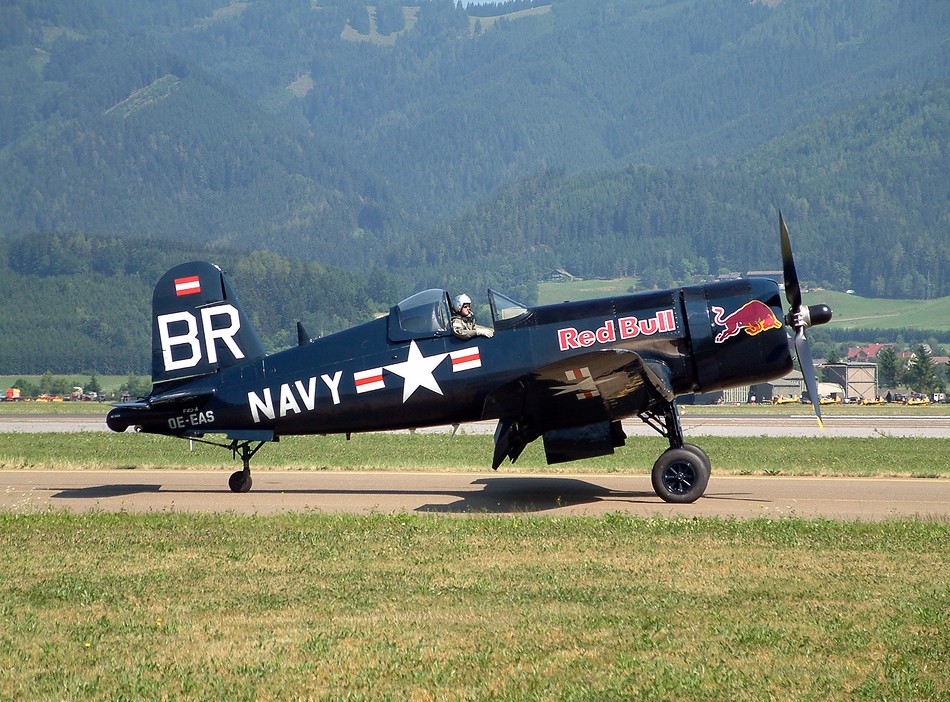
Chance-Vought F4U der Flying Bulls

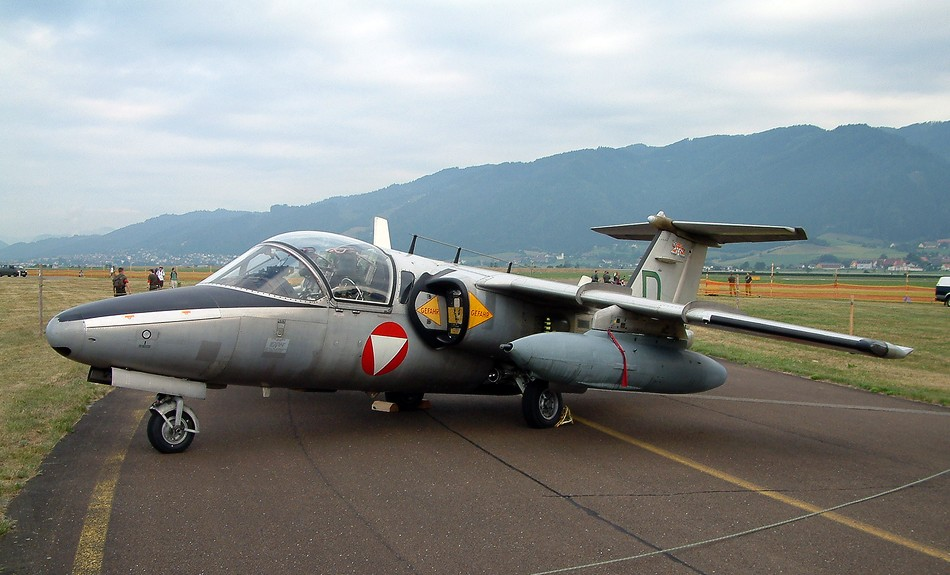
Eine Saab 105 OE

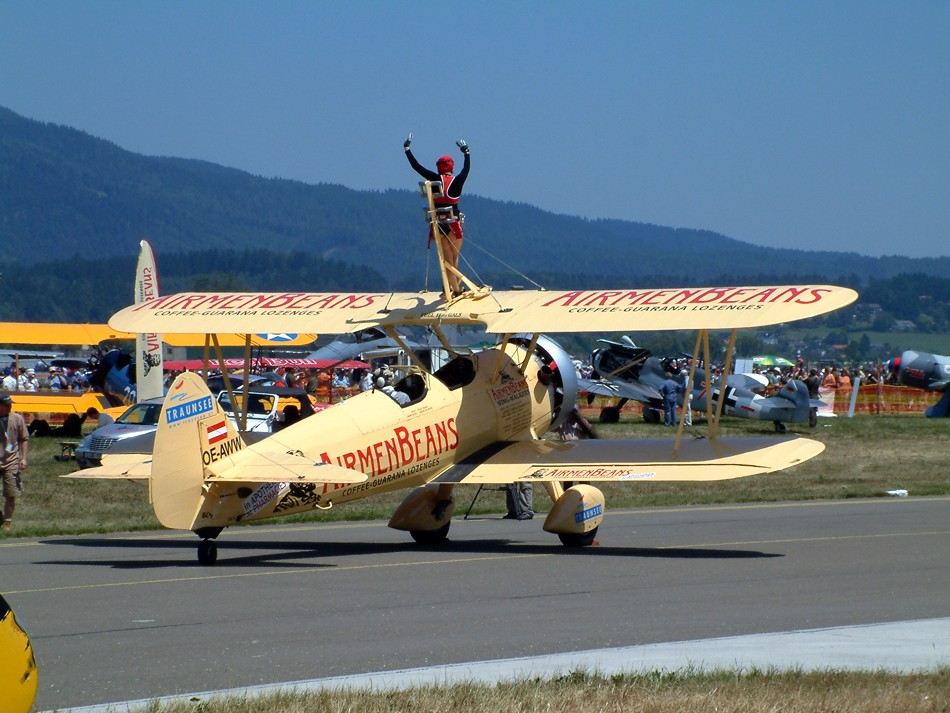
Peggy Krainz vor ihrem Kunstflug

Die AirPower05 fand am 24. und 25. Juni 2005 statt. Mit mehr als 250.000 Besuchern war die AirPower05 die größte Veranstaltung des Jahres in der Steiermark. Es wurden 230 Fluggeräte aus 20 Nationen, 160 davon dynamisch, präsentiert.
Die AirPower05 war die dritte Station der Red Bull Air Race Weltmeisterschaft in diesem Jahr. Neben den fünf Kunstflugstaffeln Frecce Tricolori, Red Arrows, Patrouille de France, Patrouille Suisse und Patrulla Águila war neu das schwedische Team 60 als sechste zu sehen.
Als die schnellst(möglich)en Jets der Flugschau wurden F-15 „Eagle“ (bis Mach 2,5) und der MiG-29 „Fulcrum“ (Mach 2,3) präsentiert.
Mit einer Flügelspannweite von 44,84 Metern und einem Höchstabfluggewicht von 155 Tonnen war der Airbus A300-600ST „Beluga“ das größte und schwerste Flugzeug. Als älteste Flugzeuge waren eine Boeing Stearman sowie eine Bücker Jungmann – beide aus dem Jahr 1934 – zu sehen.

### Jubiläumsjahr der österreichischen Luftstreitkräfte
Anlässlich seines 50-jährigen Bestehens präsentierte das Österreichische Bundesheer mit der Jak-11 das erste Flugzeug der 1955 neu gegründeten österreichischen Luftstreitkräfte. Neben der ab 1964 eingesetzten Saab „Safir“ und der seit 1970 als Trainingsflugzeug im Einsatz befindlichen Saab 105 waren auch die Hubschrauber „Black Hawk“ und Bell 212 zu sehen.
Am zweiten Tag der Flugshow führten die von 1988 bis 2005 im Dienst der österreichischen Luftstreitkräfte stehenden Saab 35 Draken ihren letzten Formationsflug vor. Danach wurde der seit 2007 für die Sicherung des österreichischen Luftraums verwendete Eurofighter Typhoon präsentiert.
Die Parkgebühr für Pkw betrug 5 €.

### Trivia
Während der AirPower05 wurden von den mehr als 600 Mitarbeitern der 31 steirischen Gastwirte rund 80.000 Schnitzel, 40.000 Hühner, 100.000 Hausbratwürste, 500 kg Senf, 220.000 Semmeln sowie 100.000 Flaschen Bier an die Besucher verkauft. Insgesamt wurde die Umwegrendite auf 15 Millionen Euro geschätzt.

## AirPower09
Die AirPower09 fand am 26. und 27. Juni 2009 statt. Rund 280.000 Besucher stellten einen neuerlichen Besucherrekord dar.
Den Kerosinverbrauch für 2009 bezifferte das Bundesheer mit 150.000 Liter, wobei Insider die Zahl weit höher schätzen.

### Kritik
Neben der Gefahr eines Unfalls durch einen Flugzeugabsturz werden vor allem die hohen Kosten (die zu zwei Drittel mit Steuermittel finanziert werden), die hohe Umweltbelastung durch Autos und Flugzeuge und die Werbung für das Militär kritisiert. Besonders die örtlichen Grünen, die KPÖ und die Sozialistische Jugend Österreich (SJÖ) üben öffentlich Kritik an der AirPower. Renate Pacher, Landtagsabgeordnete der KPÖ aus Knittelfeld, stellte zur AirPower 2009 die Frage, ob das Geld, welches für die AirPower aufgewendet wird und nur „kurzfristige Umsatzsteigerungen“ bringe, nicht sinnvoller in „sanften Tourismus“ in der Region investiert wäre, während sie auch befürchtet, dass das Aichfeld das Image einer „Militärregion“ erlangen könnte.
Befürworter der Flugschau verteidigen die wirtschaftliche Bedeutung der AirPower für die Region und betonen, dass es während der AirPower 2005 etwa 50.000 zusätzliche Nächtigungen in der Region gab und rund 15 Millionen Euro in der Region ausgegeben wurden. Gegner zweifeln diese Zahlen an und halten entgegen, dass laut der Fremdenverkehrsstatistik des Landes Steiermark im gesamten Murtal im Sommerhalbjahr 2005 nur 13.773 Betten zur Verfügung standen und es gegenüber 2004 im Juni 2005 lediglich rund 8000 Übernachtungen mehr gab.

## AirPower11

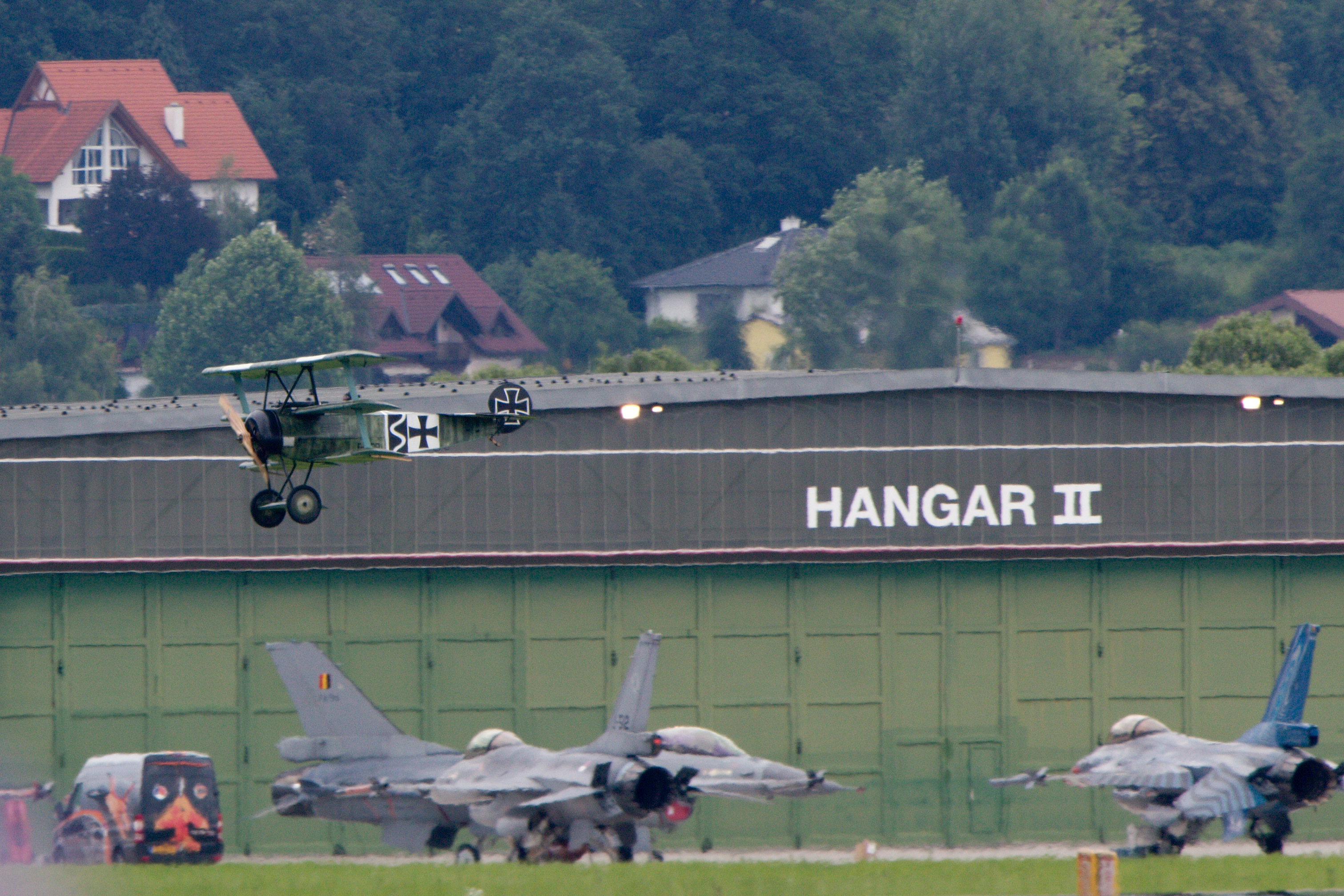
Fokker DR.1 über F16 bei der AirPower11

Die AirPower11 fand am 1. und 2. Juli 2011 statt. Diesmal kamen ca. 290.000 Zuschauer.
Im Monat vor der Flugshow wurde versucht Weißstörche, die das Gebiet um den Fliegerhorst Hinterstoisser zur Nahrungsaufnahme aufsuchten, zu vertreiben.
Die Maßnahmen zeigten im Großen und Ganzen die erwünschte Wirkung, dennoch musste das Flugprogramm in einem Fall kurz unterbrochen werden, weil sich eines der Tiere auf dem Gelände zeigte.

### Unfall
Bei einem Sprung aus einer Hercules-Transportmaschine verhedderten sich die Fallschirme zweier Fallschirmspringer. Beide Soldaten kamen hart auf der Erde auf und wurden ins Spital geflogen.

## AirPower13
Die AirPower13 fand am 28. und 29. Juni 2013 statt. Mit Blanix und dem Flying Bulls Aerobatics Team fliegen wieder 6 Kunstflugstaffeln. Es werden wiederum Helikopter, Kampf- und Transport-, historische und besondere Flugzeuge gezeigt. 
Kritiker der Veranstaltung führten im Vorfeld an, dass bis zu 300.000 Liter Kerosin verbraucht und rund eine halbe Million Kilogramm CO2 emittiert werden würden. Die Veranstaltung kostete 3,4 Mio. Euro, zeigte 200 Flugzeuge und zog – bei freiem Eintritt – 300.000 Besucher an.

## AirPower16

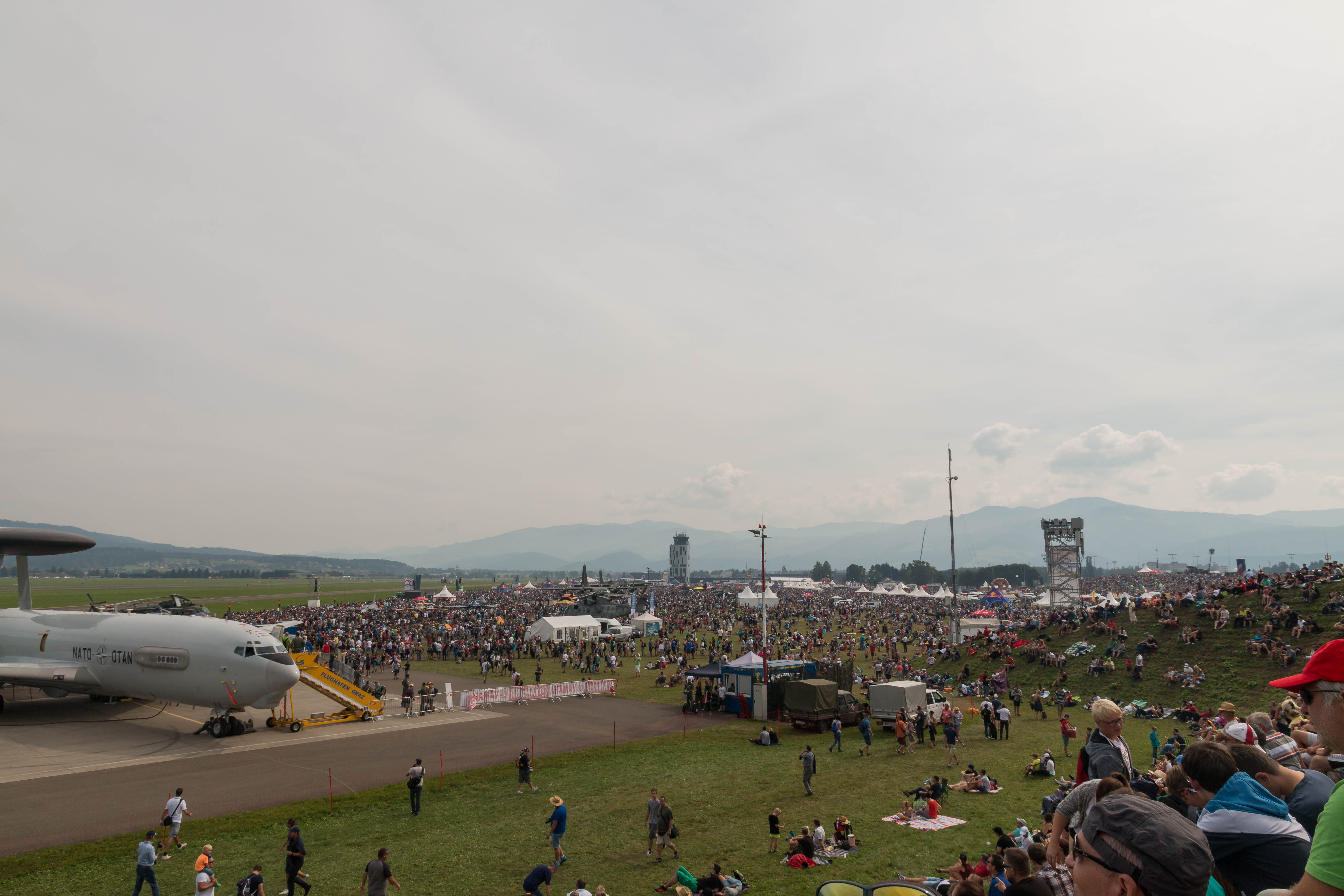
Blick über das Areal der AirPower16

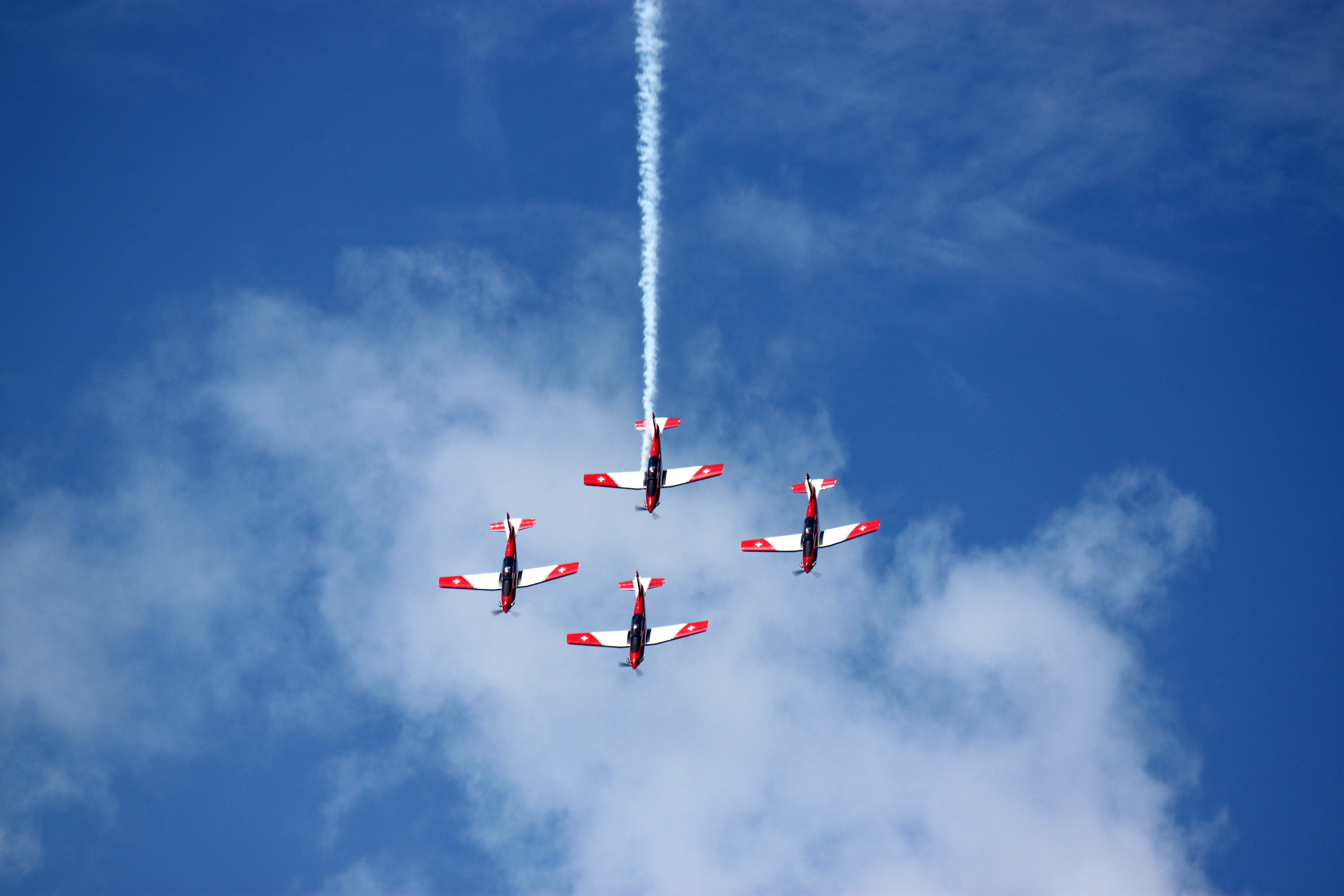
Das Schweizer PC-7 Team bei der AirPower16

Die Airpower16 fand am 2. und 3. September 2016 statt und lockte nach offiziellen Angaben 300.000 Besucher an. Es wurden rund 240 Luftfahrzeuge aus 20 Nationen in der Luft und am Boden präsentiert. Für Verpflegung und Sicherheit sorgten etwa 1000 Zivilisten sowie das österreichische Bundesheer mit etwa 4000 Soldaten und 756 Fahrzeugen.
Die Kosten der Veranstaltung von 3,75 Millionen Euro, dritteln sich der Veranstalter Bundesheer, Red Bull und das Land Steiermark. Nach emotionaler Diskussion im März 2016 im steirischen Landtag über die Finanzierung eines Drittels der Gesamtaufwendungen stimmten SPÖ, ÖVP und FPÖ dafür, was eine Mehrheit ergibt, und Grüne und KPÖ dagegen.
Um das Veranstaltungsgelände wurden 30.000 Parkplätze angeboten. Die Parkgebühren betrugen: Motorrad 5 €, Pkw 10 €, Bus 60 €. Von Fisching und Kraubath wurden kostenlose Bahnshuttles angeboten. Die zwischen Bruck/Mur und Unzmarkt planmäßig verkehrenden Regionalzüge werden an den zwei Veranstaltungstagen mit doppeltem Sitzplatzangebot geführt.

## AirPower19

### Vorlauf
Im Juli 2018 wurde der Veranstaltungstermin 6. und 7. September 2019 bekanntgegeben.
Verteidigungsminister (bis zum 22. Mai 2019) Mario Kunasek (FPÖ) rechnete wieder mit „großem internationalen Zulauf“. Man habe Flugteams und Luftwaffen von 29 Ländern angeschrieben und rechne im März 2019 mit ersten Rückmeldungen. Gerechnet wird mit 50 Fluggeräten des Bundesheers und 200 weitere Maschinen, national und international, darunter die Flying Red Bulls. Mit 60 Flugvorführungen sollen täglich acht bis neun Stunden Programm geboten werden. Die Veranstaltung sei eine Leistungsschau des Bundesheeres in der Luft und am Boden. Das Bundesheer stelle sich damit als Arbeitgeber vor und absolviere damit eine Großübung. Zur Personenkontrolle (insbesondere auf gefährliche Gegenstände) an 225 Eingängen wurden und werden Milizsoldaten eingesetzt – 2016 vom Milizbataillon Steiermark, 2019 800 vom Milizbataillon Burgenland und der Miliz-Jägerkompanie Deutschlandsberg. Der Airpower-Projektleiter des Bundesheeres, Brigadier Arnold Staudacher von der Fliegertruppe erwähnte, dass 2016 Teams auch aus Ländern mit zuletzt krisenhafter Entwicklung, wie die „Turkish Stars“ oder die „Saudi Hawks“ zu Gast waren. 4.000 Soldaten sollen im Einsatz sein, mit 3,6 Millionen Euro Ausgaben seitens der Veranstalter wird gerechnet – finanziert jeweils zu einem Drittel vom Bund, vom Land und von Red Bull.
Für das Abstellen von Kfz werden Parkgebühren eingehoben.

### Kritik
Die Veranstaltung erzeugt ein hohes Ausmaß an Kfz-, insbesondere Pkw- und Shuttle-Bus-Verkehr und die Emissionen der Flugbewegungen. Landeshauptmann Hermann Schützenhöfer (ÖVP) erwähnt eine Wertschöpfung für die Steiermark von etwa 8 Euro pro gefördertem Euro und den weltweiten Werbewert für das Bundesland.
Umwelt- und Klimaschützer haben auf Grund der hohen Lärm- und Umweltbelastung die Petition „Gegen die Flugschau AirPower am 6. und 7. September 2019“ gestartet, welche von Aktivisten der „Fridays for Future“-Bewegung aus Graz unterstützt wird.
Nach der Enthebung von Verteidigungsminister Mario Kunasek wurde Johann Luif in der Regierung Kurz I bzw. der Einstweiligen Bundesregierung Löger Verteidigungsminister. Dieser wurde in der Bundesregierung Bierlein von Thomas Starlinger abgelöst. Starlinger stellte rund 80 Projekte auf den Prüfstand, darunter die Airpower. Nachdem bereits das Aus kolportiert worden war, entschied Starlinger, dass die Flugshow wie geplant stattfindet. Die Überprüfung habe ergeben, dass auf die Empfehlungen des Rechnungshofes ausreichend eingegangen worden sei. Der Rechnungshof hatte gerügt, dass die Ausgaben für die bisher abgehaltenen Airpower-Shows jeweils um ein Viertel höher ausgefallen waren als geplant. In Anbetracht der weit fortgeschrittenen Planungen, der weitreichenden Auswirkungen auf die regionale Wirtschaft und die internationale Reputation Österreichs habe der Minister entschieden, die Airpower durchzuführen.
Für den Besuch der Airpower hatten sich in diesem Jahr nur wenige österreichische Politiker angekündigt, so der steirische Landeshauptmann Hermann Schützenhöfer (ÖVP) und Verteidigungsminister Thomas Starlinger. Bundespräsident Alexander Van der Bellen (seit Jänner 2017) blieb anders als 2016 der damalige Präsidentschaftskandidat Norbert Hofer der Veranstaltung fern.

### Ablauf
Die Airpower 2019 fand bei tief hängenden Wolken, Temperaturen um und unter 15 °C und teilweise nieselndem bis regnerischem Wetter statt.
Optisch hoben sich die Flugzeuge daher mitunter kontrastreich vom hellen Wolkenhintergrund ab. Einige Programmpunkte ohne Schlechtwettervariante fielen am Samstag, dem 2. Veranstaltungstag, wegen Regens oder fehlenden Sichtflugbedingungen aus; es kam zu Programmunterbrechungen.

### Vorfall
In der Schlussphase der Landung auf nasser Graspiste rollte ein schwedischer Doppeldecker (FVM Ö1 Tummelisa, schwedisch Däumelinchen) aus der Zwischenkriegszeit nach einer Luftkampfdarstellung mit dem rechten Reifen des Fahrwerks gegen eine Begrenzung, überschlug sich und kam auf dem Rücken zu liegen. Der Pilot kletterte selbst unverletzt aus der Kanzel. Zuseher waren nicht gefährdet.

## AirPower22
Die Airpower 2022 fand am 2. und 3. September 2022 statt.

## Airpower24
Am 6. und 7. September 2024 veranstaltet das Österreichische Bundesheer gemeinsam mit den Partnern Land Steiermark und Red Bull am Fliegerhorst Hinterstoisser in Zeltweg die AIRPOWER24. Offizieller Grund, dass schon nach 2 (statt 3) Jahren veranstaltet werden soll: Das Bundesheer will neues Gerät präsentieren und Personal anwerben.

## Sonstiges
Im Sommer 2016 veröffentlichte der Rechnungshof einen kritischen Prüfbericht über die Veranstaltungen der Jahre 2009 bis 2013.
Die Veranstaltung 2022 erhielt bei der „European Airshow Council“-Convention im März 2023 den The Paul Bowen Award of Achievement, begründet mit der „exzellenten zivil-militärischen Zusammenarbeit“ und den „Bemühungen um ... Nachhaltigkeit“.